# Basket Rimini 1984-1985
Questa voce raccoglie le informazioni riguardanti il Basket Rimini, sponsorizzato Marr, nelle competizioni ufficiali della stagione 1984-1985.

## Verdetti stagionali
- Campionato di Serie A1:
  - stagione regolare: 11º posto su 16 squadre (bilancio di 14 vittorie e 16 sconfitte).